# Grenade aux Jeux olympiques d'été de 2016
Grenade participe aux Jeux olympiques d'été de 2016 à Rio de Janeiro au Brésil du 5 août au 21 août. Il s'agit de sa 9e participation à des Jeux d'été. La délégation olympique obtient une médaille d'argent en la personne de Kirani James au 400 m en athlétisme. Il avait auparavant remporté la médaille d'or pour la même épreuve lors des Jeux de Londres en 2012.

## Athlétisme

### Homme

#### Course
| Athlètes      | Compétitions | Série   | Série | Demi-finales | Demi-finales | Finale  | Finale            |
| ------------- | ------------ | ------- | ----- | ------------ | ------------ | ------- | ----------------- |
| Athlètes      | Compétitions | Temps   | Rang  | Temps        | Rang         | Temps   | Rang              |
| Kirani James  | 400 mètres   | 44 s 93 | 1er   | 44 s 02      | 1er          | 43 s 76 | Médaille d'argent |
| Bralon Taplin | 400 mètres   | 45 s 15 | 1er   | 44 s 44      | 1er          | 44 s 45 | 7e                |

### Femme

#### Course
| Athlètes       | Compétitions | Série   | Série | Demi-finales | Demi-finales | Finale  | Finale  |
| -------------- | ------------ | ------- | ----- | ------------ | ------------ | ------- | ------- |
| Athlètes       | Compétitions | Temps   | Rang  | Temps        | Rang         | Temps   | Rang    |
| Kanika Beckles | 400 mètres   | 52 s 41 | 5e    | Éliminé      | Éliminé      | Éliminé | Éliminé |

## Natation
| Athlète           | Épreuve        | Séries        | Séries | Demi-finales | Demi-finales | Finale   | Finale   |
| Athlète           | Épreuve        | Temps         | Rang   | Temps        | Rang         | Temps    | Rang     |
| ----------------- | -------------- | ------------- | ------ | ------------ | ------------ | -------- | -------- |
| Oreoluwa Cherebin | 100 m papillon | 1 min 10 s 40 | 41e    | Éliminée     | Éliminée     | Éliminée | Éliminée |
| Corey Ollivierre  | 100 m brasse   | 1 min 08 s 68 | 46e    | Éliminée     | Éliminée     | Éliminée | Éliminée |